# استراتپاین، کوئینزلند
استراتپاین (به انگلیسی: Strathpine) یک حومه شهر در استرالیا است که در Moreton Bay Region واقع شده‌است.